# Montevidéu
Montevidéu (português brasileiro) ou Montevideu (português europeu) (pronunciado, respetivamente: [mõteviˈdɛw] e [mõtɨviˈdew]; em castelhano Montevideo, pronunciado: [monteβiˈðe.o]) é a capital e maior cidade do Uruguai. De acordo com o censo de 2011, a cidade propriamente dita tem uma população de 1 319 108 (cerca de um terço da população total do país) em uma área de 530 quilômetros quadrados. Montevidéu situa-se na costa sul do país, na margem nordeste do rio da Prata.
A cidade foi fundada em 1724 por um soldado espanhol, Bruno Mauricio de Zabala, como um movimento estratégico em meio à disputa hispano-portuguesa sobre a região da Bacia do Prata. Ela também esteve brevemente sob domínio britânico em 1807. Montevidéu foi anfitriã de todos os jogos da Copa do Mundo FIFA de 1930, a primeira edição deste evento esportivo. Montevidéu é a sede administrativa do Mercosul e da ALADI, os principais blocos comerciais da América Latina, posição que implicou comparações com o papel de Bruxelas na Europa.
O relatório de 2017 da consultoria Mercer sobre qualidade de vida classifica Montevidéu em primeiro lugar na América Latina, posição que a cidade mantém desde 2005. Em 2010, a capital uruguaia era a 19ª maior economia urbana do continente e a 9ª maior fonte de renda entre as principais cidades. Em 2018, teve um PIB de 45,8 bilhões de dólares, com uma renda per capita de 26 700 dólares.
Em 2016, foi classificada como uma cidade global beta, oitava na América Latina e 78ª no mundo pela Universidade de Loughborough. Descrita como "um lugar vibrante e eclético com uma rica vida cultural" e "um próspero centro tecnológico de cultura empreendedora", Montevidéu ocupa a 8ª posição na América Latina no Índice MasterCard Global Destination Cities de 2013. Em 2014, também foi considerada a 5ª metrópole mais gay-friendly do mundo e a primeira na América Latina. É o centro de comércio e ensino superior do Uruguai, bem como seu principal porto. A cidade é também o centro financeiro e cultural de uma área metropolitana maior, com uma população de cerca de 2 milhões de pessoas.

## Etimologia
Há pelo menos duas versões a respeito da origem do nome. A primeira se baseia no diário de navegação da expedição de Fernão de Magalhães (em espanhol, Fernando de Magallanes), datado de janeiro de 1520. Esse documento registra a existência de um monte que se assemelhava a um chapéu, localizado à direita de quem navega de leste para oeste. A esse monte foi dado o nome de "Monte vi eu". Assinado por Francisco de Albo, contramestre da expedição, esse é o mais antigo documento em espanhol que menciona um nome similar a "Montevideo". A outra versão, apesar de não ter base em documentos históricos, é mais difundida. Ela dá conta de que, navegando pelo Rio da Prata de leste a oeste (do Oceano Atlântico para o continente), avista-se o 6º monte na região em que hoje se situa a capital uruguaia. Daí, o registro de "Monte VI de Este a Oeste", que de forma abreviada se escreve "Monte VI-D-E-O".

## História

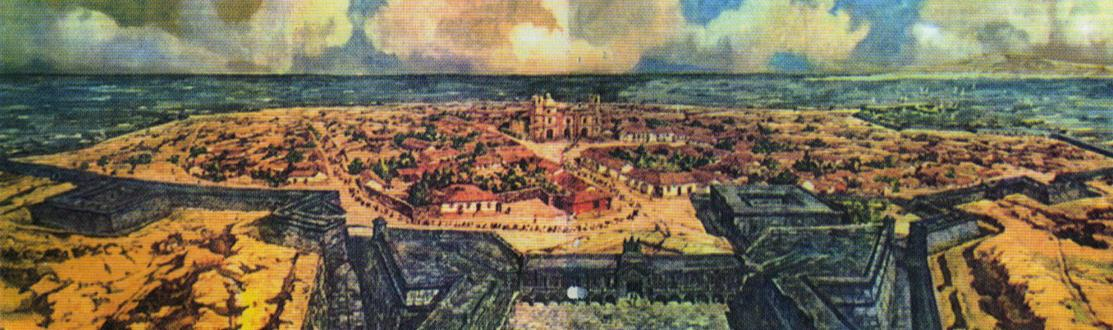
Montevidéu no final do século XVIII.

Montevidéu nasceu de um pequeno povoado de índios tapes e imigrantes das Canárias, radicados em torno de um forte construído, em 1723, por ordem de Bruno Mauricio de Zabala, governador espanhol de Buenos Aires, para manter as tropas portuguesas de Manuel de Freitas da Fonseca fora do Rio da Prata. Em 1726, adquire estatuto de cidade.
No século XVIII, o crescimento de Montevidéu foi estimulado pela liberdade de comércio direto com as cidades espanholas, declarada por Carlos III em 1778.
Além disso ela era o centro de exportação dos produtos da pecuária do interior da província e realizava trocas comerciais com Buenos Aires. Foi a partir dela, inclusive que partiram os navios espanhóis para libertar Buenos Aires, tomada pelos britânicos em 1806 e graças a isso foi também ocupada durante sete meses.

### Séculos XIX e XX

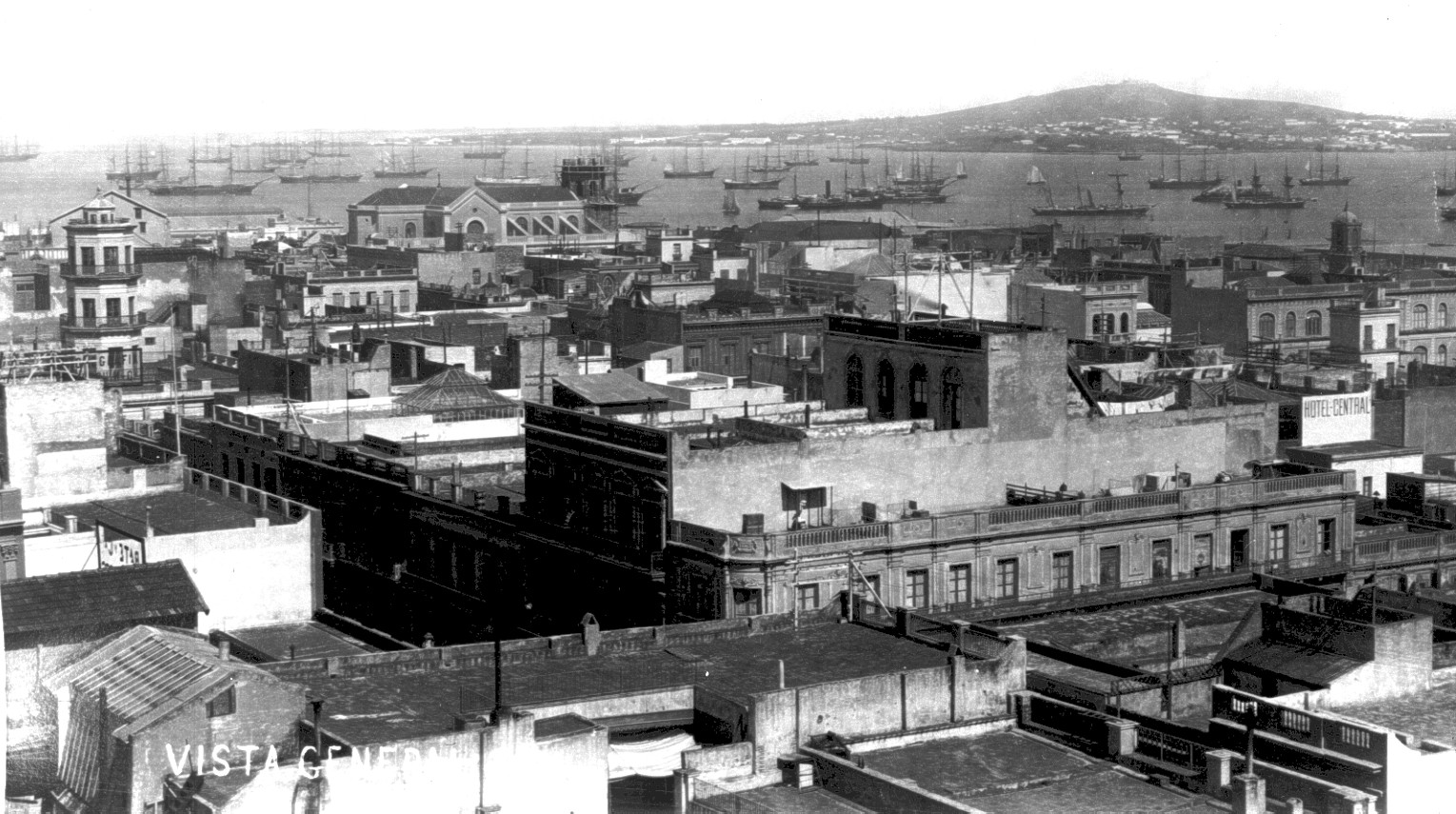
Montevidéu em 1865.

Após a conquista da Espanha por Napoleão Bonaparte e a prisão do rei espanhol, a junta de governo de Buenos Aires declara a independência do Vice-reinado do rio da Prata, mas em Montevidéu forma-se uma outra junta favorável à cisão. A disputa entre as duas cidades levou Montevidéu a enviar tropas da Espanha posteriormente e a ser retomada em 23 de junho de 1814.
Conquistada por Portugal em 1817, tornou-se capital da Província Cisplatina do Reino Unido de Portugal, Brasil e Algarve em 1821. Pertenceu ao Império do Brasil durante o reinado de D. Pedro I, chegando a receber o título de Imperial Cidade através do alvará de 15 de abril de 1825, mas logo conquistou a sua independência na chamada Guerra da Cisplatina, em que recebeu o apoio da Argentina. Com a independência (1828) passou a ser capital do Uruguai.[carece de fontes?]
Após a independência, a cidade foi palco de disputas políticas internas entre 1843 e 1851 na chamada Guerra Grande, contudo a partir da metade do século XIX, vê grande urbanização, crescimento populacional e industrial. Montevidéu recebeu no início do século XX um contingente de imigrantes italianos e espanhóis e logo em seguida, a partir da década de 1930, de pessoas vindas do interior do país atraídas pelo crescimento da economia.[carece de fontes?]

## Geografia

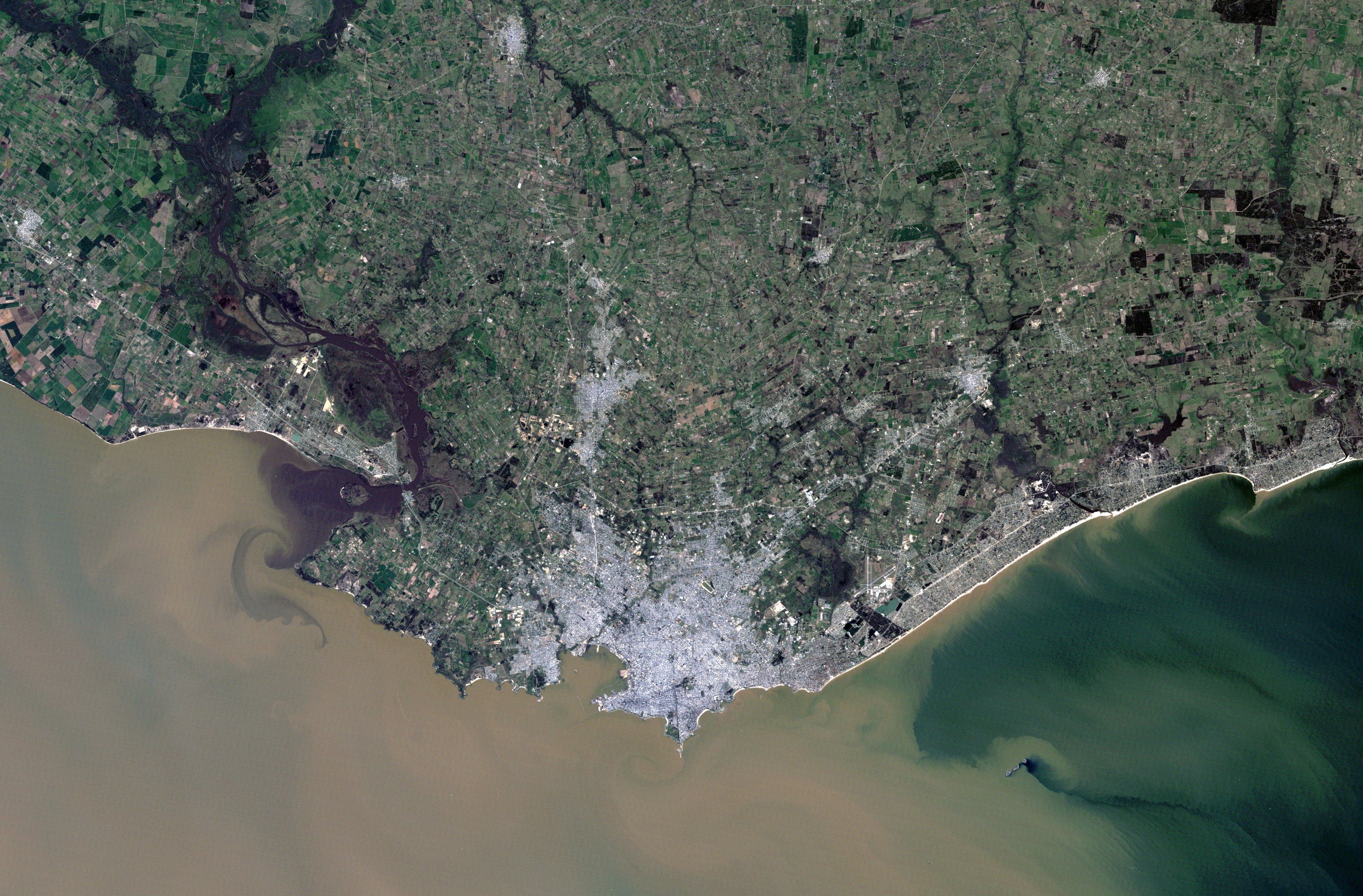
Imagem de satélite da cidade.

Localiza-se na margem oriental (leste) do Rio da Prata (Río de la Plata) com 67 quilômetros de costa.  As altitudes são, em geral, baixas, cerca de 22 metros.

### Clima
O clima de Montevidéu é subtropical úmido (Cfa de acordo com a classificação climática de Köppen-Geiger), com as quatro estações do ano bem definidas. A temperatura média anual é de 17 °C. O verão é morno, abafado e de céu menos encoberto; o inverno é frio e de céu mais encoberto. Durante o ano inteiro o tempo é com precipitação. Ao longo do ano, normalmente, a temperatura mínima nos meses mais frios é de 7 °C e a temperatura máxima nos meses mais quentes é de 28 °C e raramente são inferiores a 2 °C ou superiores a 33 °C.
Durante o ano inteiro tempestades, acompanhadas ou não de granizo, podem atingir a cidade, sendo mais comuns durante as estações mais quentes (primavera/verão), por conta do calor e alta umidade. No inverno, a incursão mais frequente de frentes frias torna dias de céu encoberto e ventosos mais comuns; entretanto, elas são acompanhadas de massas de ar polar que deixam o tempo seco durante alguns dias e, dependendo da intensidade, trazem temperaturas próximas ou abaixo de 0 °C. Neve na região de Montevidéu é um fenômeno raro, entretanto, geadas costumam ocorrer durante as estações mais frias (outono/inverno). De acordo com os dados meteorológicos, coletados entre 1901 e 1994, a menor temperatura registrada foi de -5,6 °C, enquanto a mais elevada foi de 42,8 °C.[carece de fontes?]
| Dados climatológicos para Montevidéu (1961-1990) | Dados climatológicos para Montevidéu (1961-1990) | Dados climatológicos para Montevidéu (1961-1990) | Dados climatológicos para Montevidéu (1961-1990) | Dados climatológicos para Montevidéu (1961-1990) | Dados climatológicos para Montevidéu (1961-1990) | Dados climatológicos para Montevidéu (1961-1990) | Dados climatológicos para Montevidéu (1961-1990) | Dados climatológicos para Montevidéu (1961-1990) | Dados climatológicos para Montevidéu (1961-1990) | Dados climatológicos para Montevidéu (1961-1990) | Dados climatológicos para Montevidéu (1961-1990) | Dados climatológicos para Montevidéu (1961-1990) | Dados climatológicos para Montevidéu (1961-1990) |
| Mês | Jan                                              | Fev                                              | Mar                                              | Abr                                              | Mai                                              | Jun                                              | Jul                                              | Ago                                              | Set                                              | Out                                              | Nov                                              | Dez                                              | Ano                                              |
| --- | ------------------------------------------------ | ------------------------------------------------ | ------------------------------------------------ | ------------------------------------------------ | ------------------------------------------------ | ------------------------------------------------ | ------------------------------------------------ | ------------------------------------------------ | ------------------------------------------------ | ------------------------------------------------ | ------------------------------------------------ | ------------------------------------------------ | ------------------------------------------------ |
| Temperatura máxima recorde (°C) | 42,8                                             | 40,3                                             | 38,4                                             | 36,7                                             | 32                                               | 27,4                                             | 29,8                                             | 30,8                                             | 32                                               | 35,8                                             | 38,2                                             | 40,8                                             | 42,8                                             |
| Temperatura máxima média (°C) | 28,4                                             | 27,5                                             | 25,5                                             | 22                                               | 18,6                                             | 15,1                                             | 15                                               | 16,2                                             | 18                                               | 20,5                                             | 23,7                                             | 26,5                                             | 21,4                                             |
| Temperatura média (°C) | 23                                               | 22,5                                             | 20,6                                             | 17,2                                             | 14                                               | 11,1                                             | 10,9                                             | 11,7                                             | 13,4                                             | 16                                               | 18,6                                             | 21,3                                             | 16,7                                             |
| Temperatura mínima média (°C) | 18                                               | 17,9                                             | 16,2                                             | 12,9                                             | 10,2                                             | 7,7                                              | 7,2                                              | 7,8                                              | 9,1                                              | 11,5                                             | 14,2                                             | 16,3                                             | 12,4                                             |
| Temperatura mínima recorde (°C) | 6                                                | 6,8                                              | 3,8                                              | 1,3                                              | −2                                               | −5,6                                             | −5                                               | −3,8                                             | −2,4                                             | −1,5                                             | 2,5                                              | 5                                                | −5,6                                             |
| Precipitação (mm) | 86,8                                             | 101,5                                            | 104,6                                            | 85,5                                             | 89                                               | 83,1                                             | 86,4                                             | 88,2                                             | 93,9                                             | 108,5                                            | 89,3                                             | 84,4                                             | 1 101,2                                          |
| Dias com precipitação | 6                                                | 7                                                | 6                                                | 6                                                | 6                                                | 7                                                | 7                                                | 6                                                | 6                                                | 7                                                | 7                                                | 6                                                | 77                                               |
| Umidade relativa (%) | 68                                               | 69                                               | 73                                               | 75                                               | 78                                               | 82                                               | 80                                               | 77                                               | 74                                               | 71                                               | 71                                               | 67                                               | 74                                               |
| Insolação (h) | 294,9                                            | 230,6                                            | 222,8                                            | 179,6                                            | 164,2                                            | 129,7                                            | 139,7                                            | 164,4                                            | 182,3                                            | 239                                              | 248,9                                            | 285,3                                            | 2 481,4                                          |
| Fonte: Direção Nacional de Meteorologia do Uruguai (recordes absolutos de temperatura: 1901–1994) e Organização Meteorológica Mundial (precipitações). |                                                  |                                                  |                                                  |                                                  |                                                  |                                                  |                                                  |                                                  |                                                  |                                                  |                                                  |                                                  |                                                  |

## Demografia

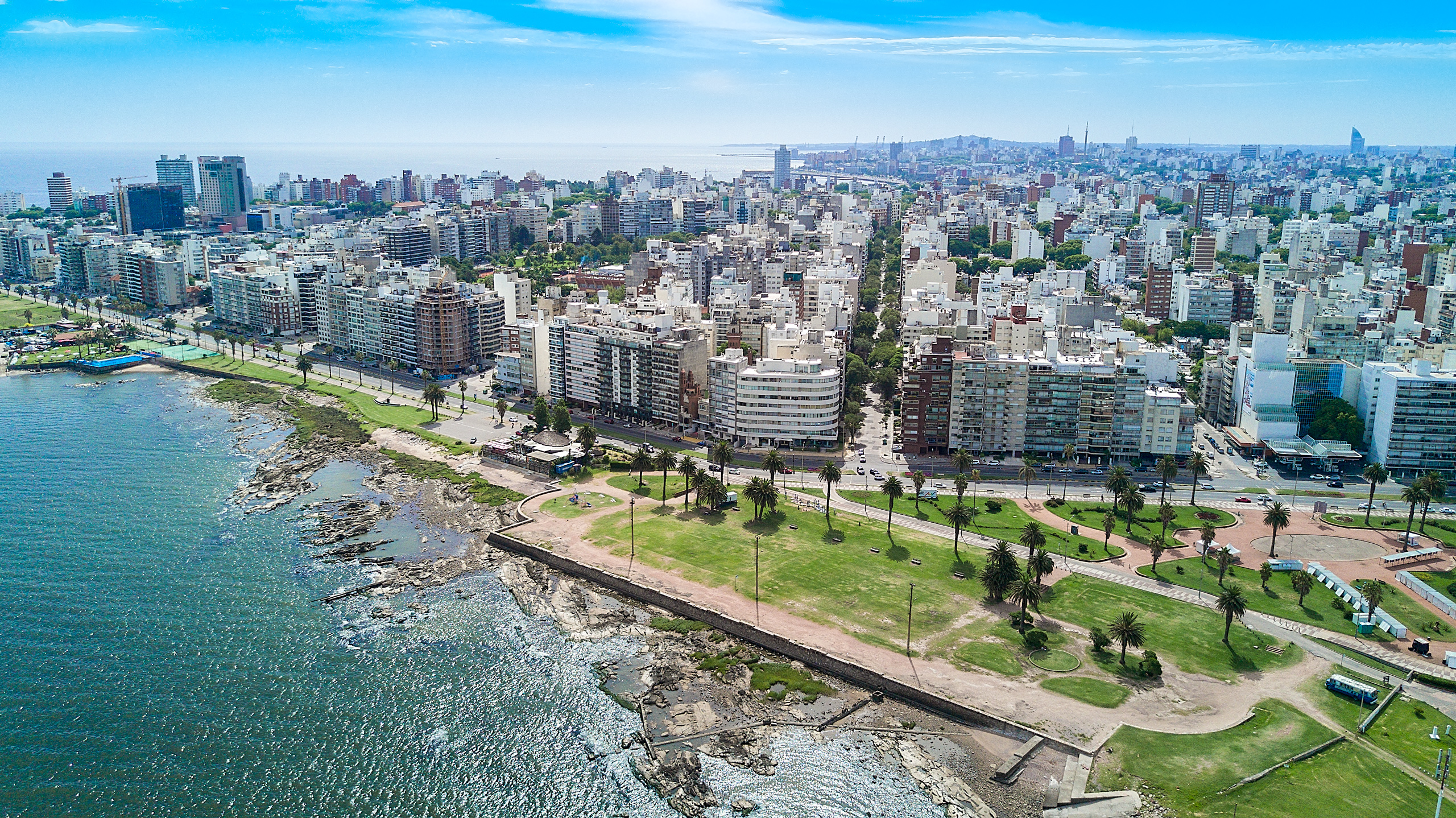
Panorama do centro da cidade.

Em 1860, Montevidéu tinha 57 913 habitantes, incluindo pessoas de origem africana que foram trazidas como escravas e ganharam sua liberdade em meados do século. Em 1880, a população quadruplicou, principalmente devido à grande imigração europeia. Em 1908, sua população cresceu maciçamente para 309 331 habitantes. No decorrer do século XX, a cidade continuou a receber um grande número de imigrantes europeus, especialmente espanhóis e italianos, seguidos por franceses, alemães ou holandeses, ingleses ou irlandeses, poloneses, gregos, húngaros, russos, croatas, libaneses, armênios e judeus de várias origens. A última onda de imigrantes ocorreu entre 1945 e 1955.
De acordo com o levantamento do censo realizado entre 15 de junho e 31 de julho de 2004, Montevidéu tinha uma população de 1 325 968 pessoas, em comparação com a população total do Uruguai de 3 241 003. A população feminina era de 707 697 (53,4%) enquanto a população masculina era responsável por 618 271 (46,6%). A população tinha diminuído desde o censo anterior realizado em 1996, com uma taxa de crescimento anual média de -1,5 por mil. O declínio contínuo foi documentado desde o período de recenseamento de 1975-1985, que mostrou uma taxa de -5,6 por mil. A diminuição é devida em grande parte às taxas menores fertilidade, parcialmente compensadas pela mortalidade e, em menor grau, pela migração. A taxa de natalidade diminuiu 19% de 1996 (17 por mil) para 2004 (13,8 por mil). Da mesma forma, a taxa de fecundidade total (TFT) diminuiu de 2,24 em 1996 para 1,79 em 2004. No entanto, a mortalidade continuou a cair com a expectativa de vida ao nascer para ambos os sexos aumentando em 1,73 anos.

### Religião

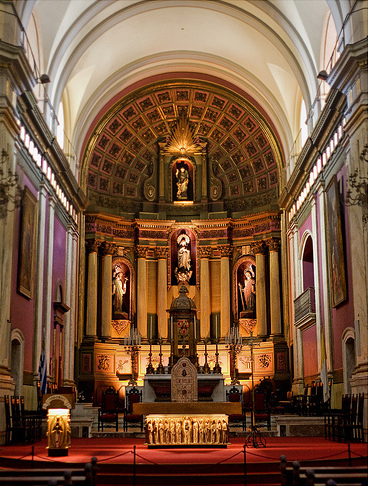
Catedral Metropolitana de Montevidéu.

Igreja e Estado estão oficialmente separados desde 1916 no Uruguai. A religião com mais seguidores em Montevidéu é o catolicismo romano e tem sido assim desde a fundação da cidade. A Arquidiocese Católica Romana de Montevidéu foi criada como Vicariato Apostólico de Montevidéu em 1830. O vicariato foi promovido à Diocese de Montevidéu em 13 de julho de 1878.
Montevidéu é a única arquidiocese do Uruguai e, como seu Ordinário, o arcebispo é também primaz da Igreja Católica no Uruguai. A igreja mãe da arquidiocese e sede do seu arcebispo é a Catedral da Imaculada Conceição e São Felipe e Santiago. O arcebispo de Montevidéu é Daniel Sturla Berhouet, desde sua nomeação em 11 de fevereiro de 2014.
Outras religiões em Montevidéu são o protestantismo, a umbanda e o judaísmo. Há também muitas pessoas que se definem como ateias e agnósticas, enquanto outras professam "acreditar em Deus, mas sem religião".
A Catedral Metropolitana de Montevidéu é a principal igreja católica romana de Montevidéu. Ele está localizado na Cidade Velha, imediatamente em toda a Praça da Constituição do Cabildo. Em 1740, uma igreja de tijolos foi construída no local. Em 1790, foi criada a fundação a atual estrutura neoclássica. A igreja foi consagrada em 1804.

## Governo e política

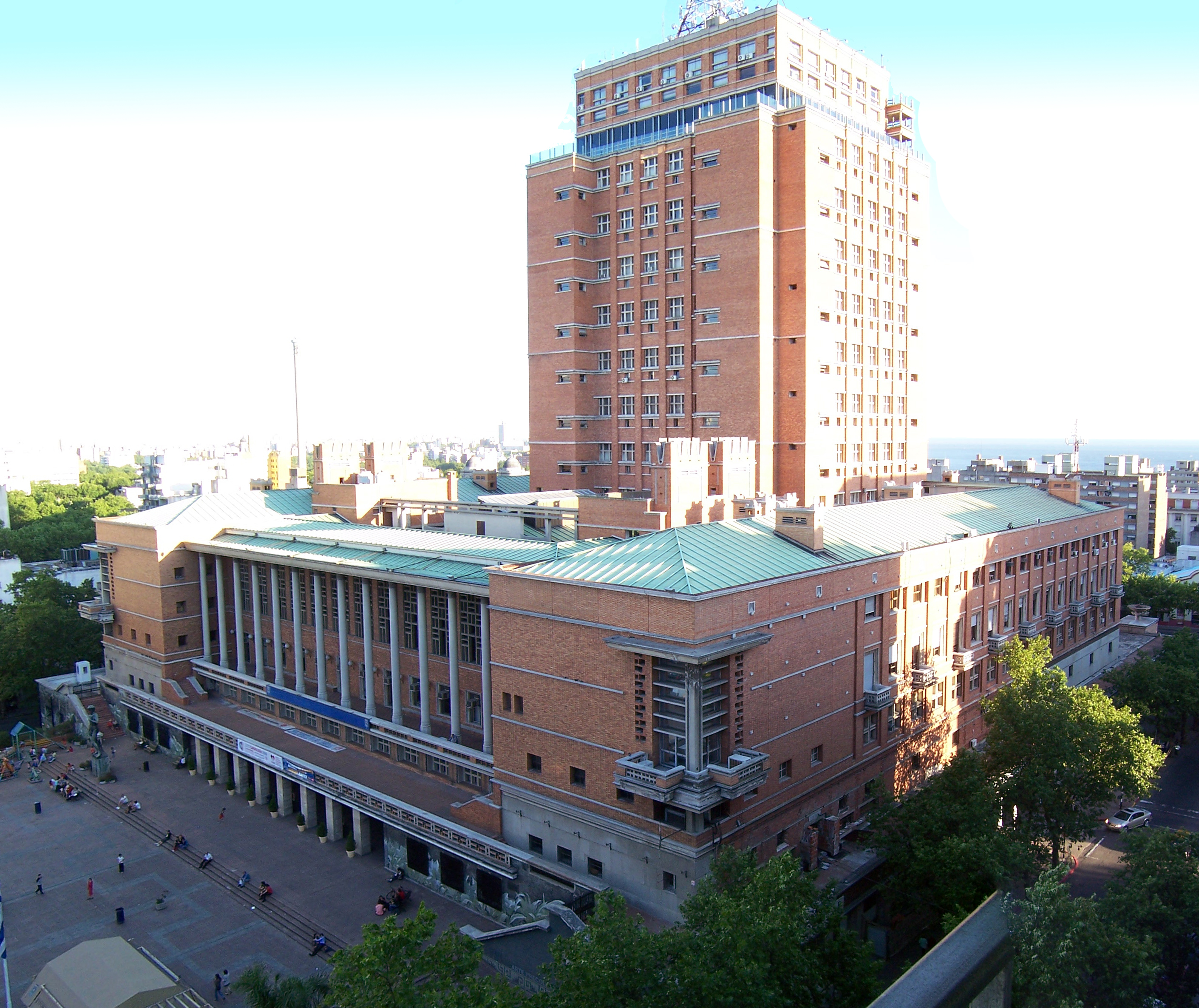
Sede da Intendência do Departamento de Montevidéu

A capital Montevidéu está dividida em 8 municípios, designados de A a G, cada um presidido por um prefeito eleito pelos cidadãos inscritos no referido município. Esta divisão - de acordo com a Intendência do Departamento de Montevidéu - "visa promover a descentralização política e administrativa no departamento de Montevidéu, com o objetivo de aprofundar a participação democrática dos cidadãos na gestão do governo". Os 18 conselhos de vizinhança existentes desde 1993 agrupam as vizinhanças como um órgão de consulta e debate de propostas da vizinhança.
A Intendência do Departamento de Montevidéu exerce várias funções, incluindo manter a comunicação com o público, promover a cultura, organizar a sociedade, cuidar do meio ambiente e regular o trânsito. Sua sede é na Avenida 18 de Julio, na área central do departamento.
O Parlamento do Departamento de Montevidéu, composta por 31 membros eleitos e não eleitos, é responsável por coisas como a liberdade dos cidadãos, a regulamentação de atividades culturais, a nomeação de ruas e locais públicos e a colocação de monumentos; também responde a propostas do Intendente em várias circunstâncias.

### Cidades-irmãs
Montevidéu tem as seguintes cidades-irmãs:
- Arica, Chile[34]
- Barcelona, Spain[35]
- Berisso, Argentina[36]
- Bluefields, Nicarágua[36]
- Brasília, Brasil[36]
- Buenos Aires, Argentina[36]
- Cádiz, Espanha[36]
- Cali, Colômbia[36]
- Ceuta, Espanha[36]
- Cochabamba, Bolívia[36]
- Córdoba, Argentina[36]
- Coroico, Bolívia[36]
- Cumaná, Venezuela[36]
- Curitiba, Brasil[37]
- Dávao, Filipinas[36]
- El Aaiun, República Saaraui[36]
- Esmeraldas, Equador[36]
- Hurlingham, Argentina[36]
- La Plata, Argentina[36]
- Libertador, Venezuela[36]
- Mar del Plata, Argentina[36]
- Marsico Nuovo, Itália[36]
- Melilla, Espanha[38]
- Mississauga, Canadá[36]
- Montevideo, Estados Unidos
- Paris, França[39]
- Port-au-Prince, Haiti[36]
- Qingdao, China[40]
- Quebec, Canadá[carece de fontes?]
- Rosario, Argentina[36][41]
- São Petersburgo, Rússia[42]
- Santa Cruz, Bolívia[36]
- São Paulo, Brasil[43][44]
- Satriano di Lucania, Itália[36]
- Shenzhen, China[45][46][47]
- Talamanca, Costa Rica[36]
- Tambo de Mora, Peru[36]
- Tianjin, China[48]
- Tito, Itália[36]
- Tumaco, Colômbia[36]
- Ulsan, Coreia do Sul[49]
- Wrocław, Polônia[36]
- Wuhu, China[36]

## Subdivisões
| 1. Ciudad Vieja 2. Centro 3. Barrio Sur 4. Aguada 5. Villa Muñoz 6. Cordón 7. Palermo 8. Parque Rodó 9. Tres Cruces 10. La Comercial 11. Larrañaga 12. La Blanqueada 13. Parque Batlle 14. Pocitos 15. Punta Carretas 16. Unión 17. Buceo 18. Malvín 19. Malvín Norte 20. Parque Guaraní | 1. Punta Gorda 2. Carrasco 3. Carrasco Norte 4. Bañados de Carrasco 5. Flor de Maroñas 6. Maroñas 7. Villa Española 8. Ituzaingó 9. Pérez Castellanos 10. Mercado Modelo 11. Brazo Oriental 12. Jacinto Vera 13. Reducto 14. Capurro 15. Prado 16. Atahualpa 17. Peñarol 18. Belvedere 19. La Teja 20. Tres Ombúes | 1. Cerro 2. Casabó 3. Paso de la Arena 4. Nuevo París 5. Conciliación 6. Sayago 7. Piedras Blancas 8. Colón Centro y Noroeste 9. Lezica 10. Colón Sudeste 11. Manga 12. Casavalle 13. Cerrito 14. Las Acacias 15. Jardines del Hipódromo 16. Lavalleja 17. Punta de Rieles 18. Villa García |

## Economia

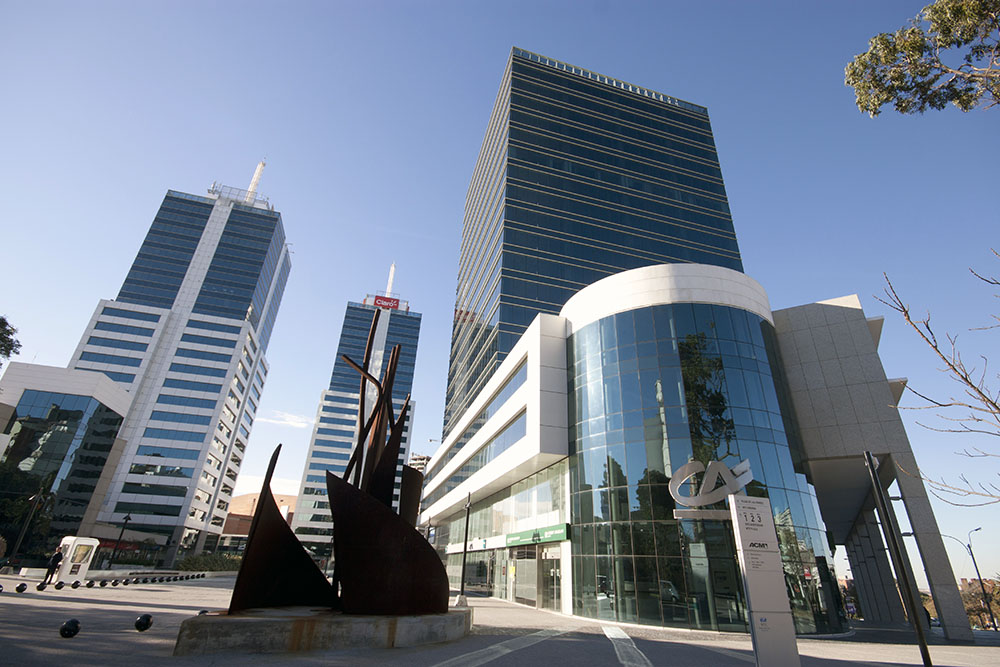
World Trade Center de Montevidéu

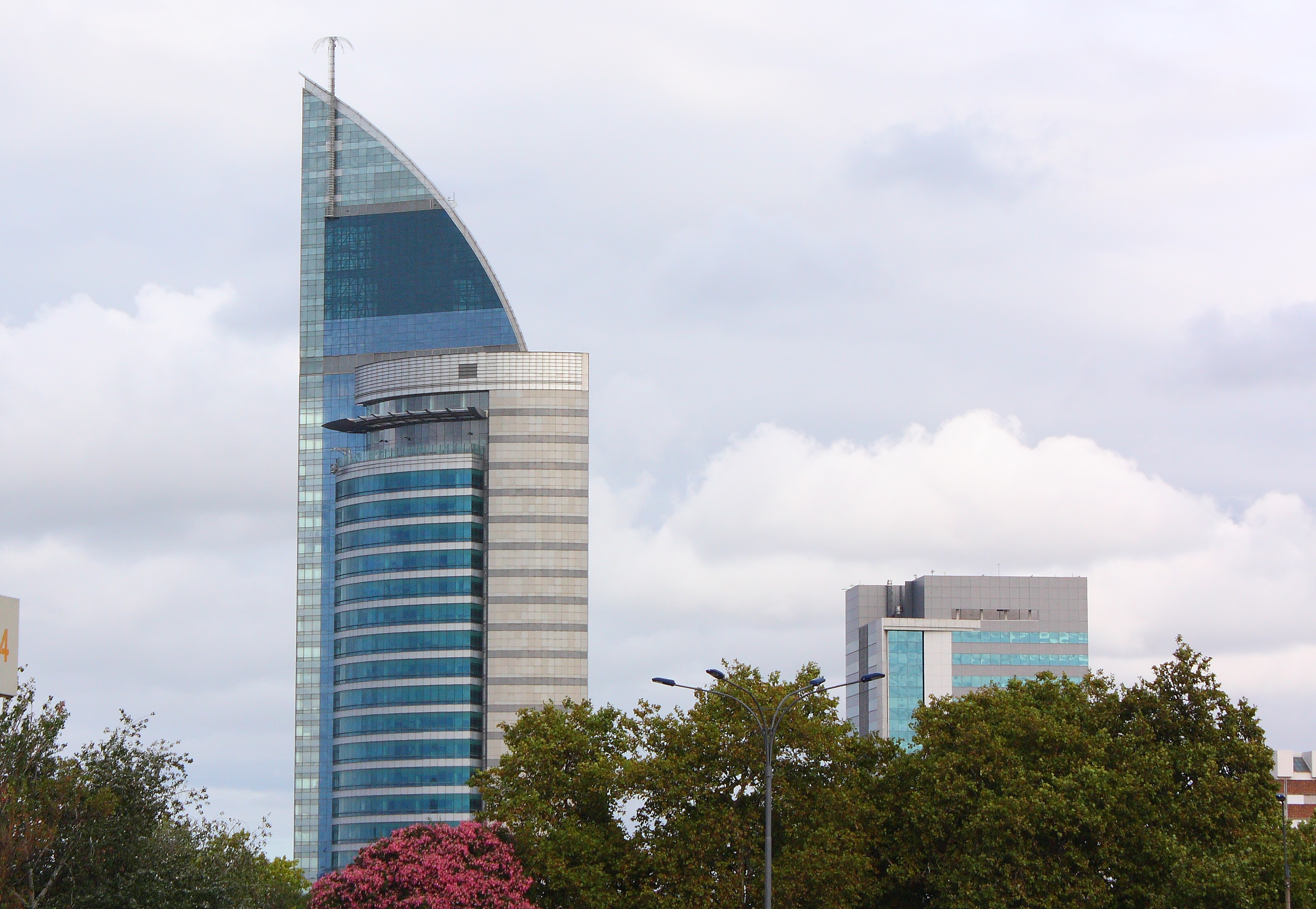
Torre das Telecomunicações, sede da ANTEL.

Como capital do Uruguai, Montevidéu é o centro econômico e político do país. A maioria das maiores e mais ricas empresas uruguaias tem sua sede na cidade. Desde a década de 1990, a cidade passou por rápido desenvolvimento econômico e modernização, incluindo dois dos edifícios mais importantes do Uruguai - o World Trade Center Montevidéu (1998) e a Torre das Telecomunicações (2000), a sede da empresa estatal de telecomunicações ANTEL, aumentando a integração da cidade no mercado global.
O Porto de Montevidéu, na parte norte da Cidade Velha, é um dos principais portos da América do Sul e desempenha um papel muito importante na economia da cidade. O porto vem crescendo rapidamente e consistentemente a uma taxa anual média de 14% devido a um aumento no comércio exterior. A cidade recebeu um empréstimo de 20 milhões de dólares do Banco Interamericano de Desenvolvimento para modernizar o porto, aumentar seu tamanho e eficiência e possibilitar menores custos de transporte marítimo e fluvial.
Tradicionalmente, o setor bancário tem sido um dos setores de exportação de serviços mais fortes no Uruguai: o país já foi apelidado de "Suíça da América". O maior banco do Uruguai é o Banco Republica (BROU), com sede em Montevidéu. Quase 20 bancos privados, a maioria deles filiais de bancos internacionais, operam no país (Banco Santander, ABN AMRO, Citibank, entre outros). Há também uma infinidade de corretoras e agências de serviços financeiros, entre elas a Ficus Capital, a Galfin Sociedad de Bolsa, a Europa Sociedad de Bolsa, a Darío Cukier, a GBU, a Hordeñana & Asociados Sociedad de Bolsa, etc..[carece de fontes?]

### Turismo

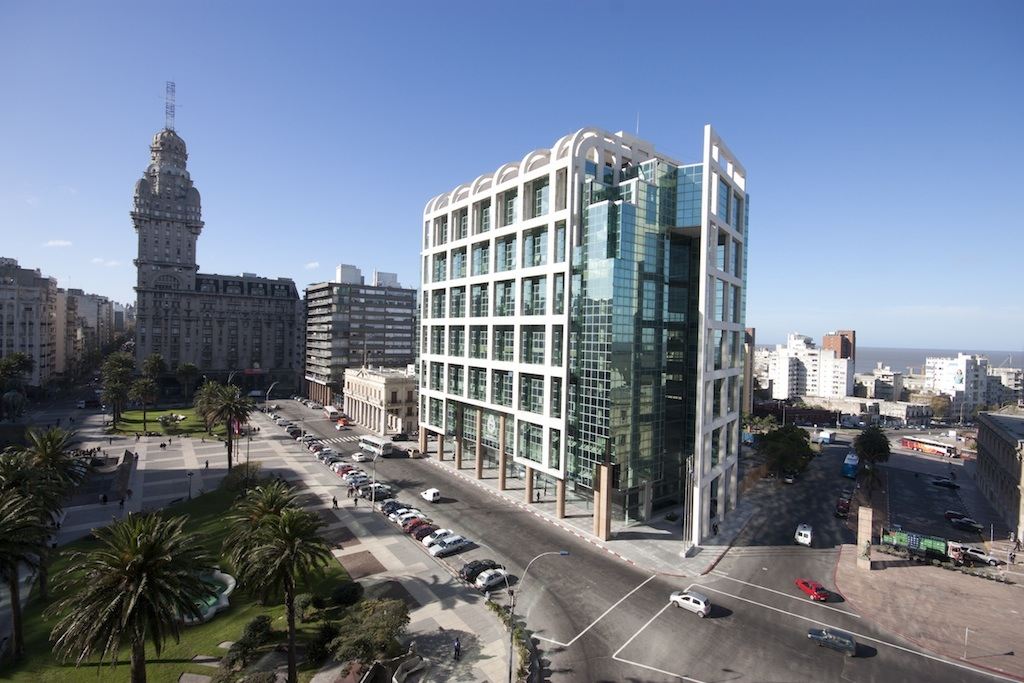
Plaza Independencia, na Cidade Velha.

O turismo é responsável por grande parte da economia do Uruguai. O turismo em Montevidéu é centrado na área de Cidade Velha, que inclui os edifícios mais antigos da cidade, vários museus, galerias de arte e discotecas, sendo a Rua Sarandí e o Mercado del Puerto os locais mais frequentados da região.
Na periferia da Cidade Velha, a Plaza Independencia está rodeada por muitos pontos turísticos, incluindo o Teatro Solís e o Palácio Salvo; a praça também constitui uma extremidade da Avenida 18 de Julho, o destino turístico mais importante da cidade fora da Cidade Velha. Além de ser uma rua comercial, a avenida é conhecida por seus edifícios art deco, três importantes praças públicas, o Museu Gaúcho, o Palacio Municipal e muitos outros pontos turísticos. A avenida leva ao Obelisco de Montevidéu; além disso fica o Parque Batlle, que junto com o Parque Prado é outro importante destino turístico.
Ao longo da costa, a Fortaleza del Cerro, a Rambla (a avenida costeira), 13 quilômetros de praias arenosas e Punta Gorda atraem muitos turistas, assim como os bairros Barrio Sur e Palermo.

## Infraestrutura

### Transportes

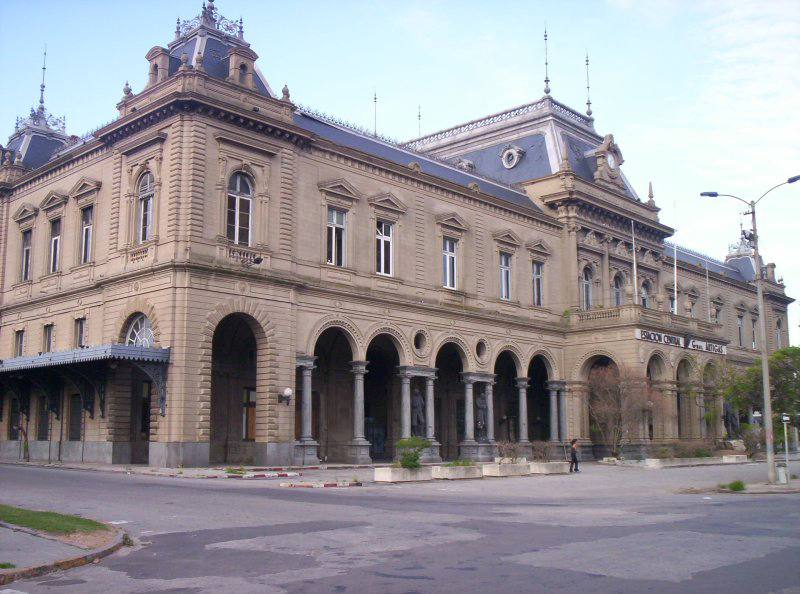
Estação Central General Artigas.

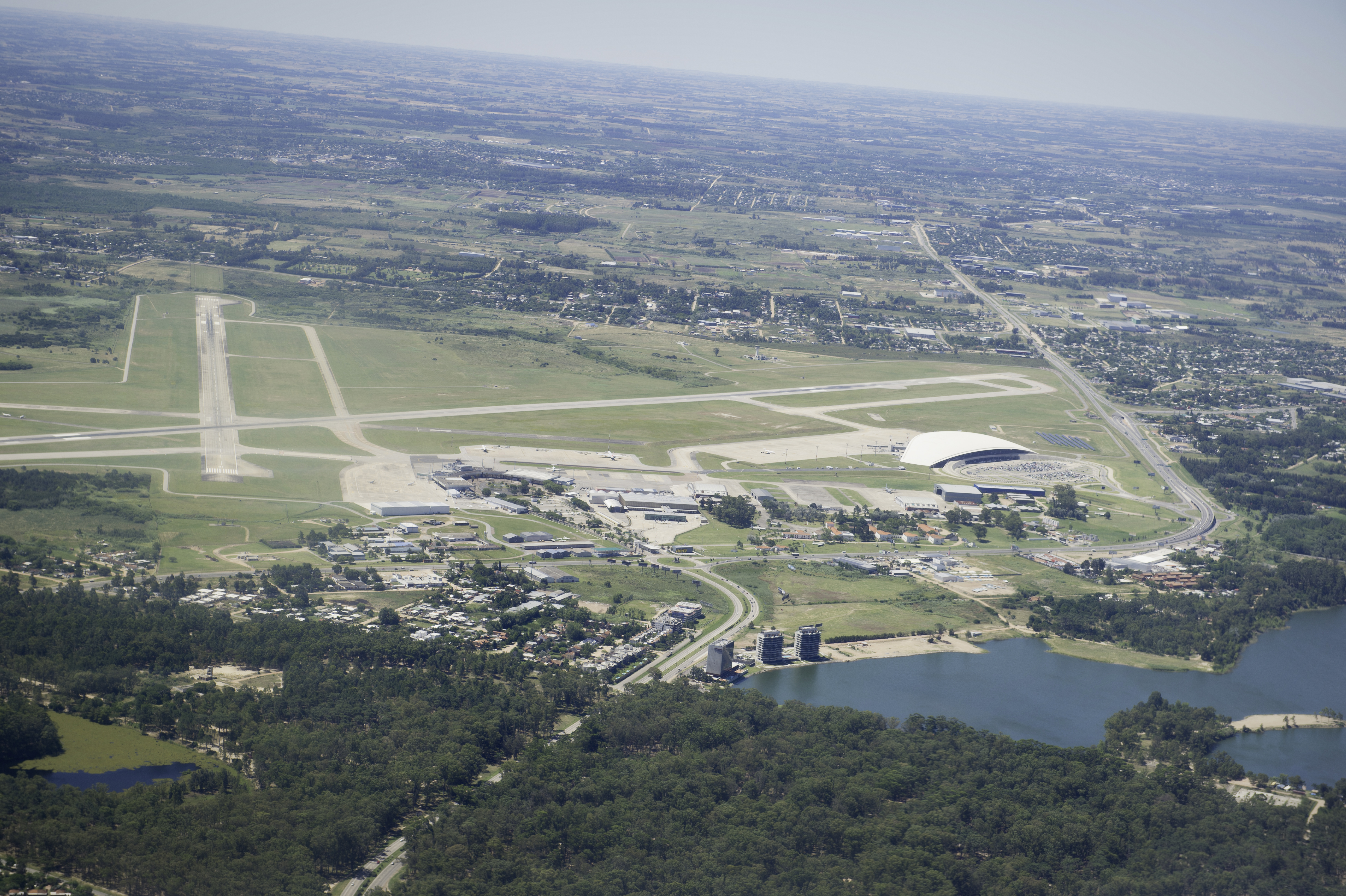
Aeroporto Internacional de Carrasco.

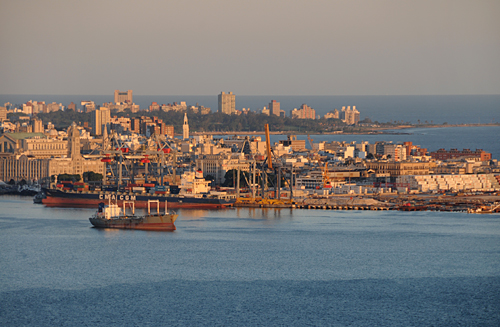
Porto de Montevidéu.

A Direção Nacional de Transporte (DNT), parte do Ministério dos Transportes e Obras Públicas, é responsável pela organização e desenvolvimento da infraestrutura de transporte de Montevidéu. Uma rede de serviços de ônibus cobre toda a cidade. Uma estação de ônibus internacional, o Terminal Rodoviário Tres Cruces, está localizada no andar inferior do Shopping Center Tres Cruces, ao lado da Artigas Boulevard. Este terminal, junto com o Terminal Rodoviário Baltazar Brum (ou Terminal Rio Branco) pelo Porto de Montevidéu, lida com as linhas de ônibus de longa distância e intermunicipais que conectam destinos dentro do Uruguai.
A Administración de Ferrocarriles del Estado (AFE) opera três linhas ferroviárias urbanas, nomeadamente a Empalme Olmos, San Jose e Florida. Essas linhas operam nas principais áreas suburbanas de Canelones, San José e Florida. Dentro dos limites da cidade de Montevidéu, os trens locais param nas estações Lorenzo Carnelli, Yatai (Step Mill), Sayago, Columbus (linha para San José e Flórida), Peñarol e Manga (linha Empalme Olmos). A histórica Estação Central General Artigas do século XIX, localizada no bairro de Aguada, a seis quadras do distrito central de negócios, foi abandonada em 1º de março de 2003 e permanece fechada. Uma nova estação, a 500 metros ao norte da antiga e parte do complexo moderno da Torre das Telecomunicações, assumiu o tráfego ferroviário.
O Aeroporto Internacional de Carrasco serve Montevidéu e fica a 19 km do centro da cidade. Várias companhias aéreas internacionais operam lá. O aeroporto atende mais de 1,5 milhão passageiros por ano. O Aeroporto Internacional Ángel S. Adami é um aeroporto privado operado por pequenas empresas de táxi aéreo.
A quantidade média de tempo que as pessoas gastam com o transporte público em Montevidéu, por exemplo, de ida e volta do trabalho, em um dia de semana é de 65 min. 14% dos passageiros do transporte público viajam por mais de 2 horas todos os dias. A média de tempo que as pessoas esperam em uma parada ou estação para o transporte público é de 14 min, enquanto 18% dos passageiros esperam por mais de 20 minutos em média todos os dias. A distância média que as pessoas geralmente andam em uma única viagem com transporte público é de 5,2 km, enquanto 6% viajam por mais de 12 km em uma única direção.
O porto da baía de Montevidéu é uma das razões pelas quais a cidade foi fundada. Ele dá proteção natural aos navios, embora dois molhes agora protejam ainda mais a entrada do porto das ondas. Este porto natural é competitivo com o outro grande porto de rio da Prata, em Buenos Aires. A proximidade do porto contribuiu para a instalação de várias indústrias na área ao redor da baía, particularmente empresas de importação/exportação e outros negócios relacionados à atividade portuária e naval. A densidade do desenvolvimento industrial na área em torno do porto manteve sua popularidade como área residencial relativamente baixa, apesar de sua centralidade. Os principais problemas ambientais são a sedimentação subaquática e a contaminação do ar e da água. Todos os anos, chegam mais de cem cruzeiros, levando turistas a Montevidéu por meio de passeios públicos ou privados.

## Cultura

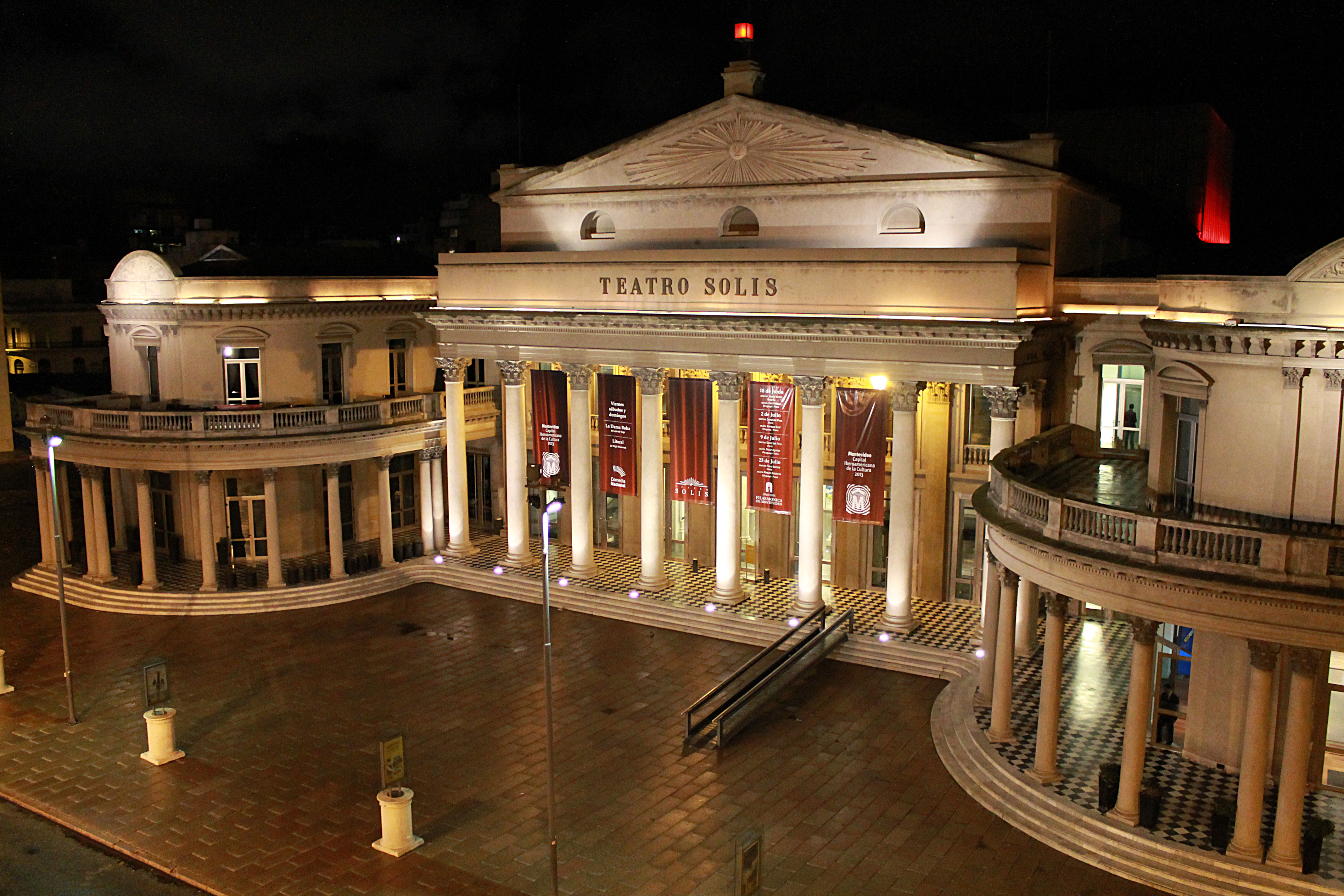
Teatro Solís.

Montevidéu tem um patrimônio arquitetônico muito rico e um número impressionante de escritores, artistas e músicos. O tango uruguaio é uma forma única de dança que se originou nos bairros de Montevidéu no final do século XIX. Tango, candombe e murga são os três principais estilos de música da cidade. A cidade é também o centro do cinema do Uruguai, que inclui filmes comerciais, documentários e experimentais. Há duas empresas de cinema que operam sete cinemas, em torno de dez independentes e quatro cinemas de arte na cidade. O teatro uruguaio é admirado dentro e fora das fronteiras do país. O Teatro Solís é o teatro mais proeminente do Uruguai e o mais antigo da América do Sul.
Algumas da universidades presentes em Montevidéu remontam ao século XIX, como a Universidade da República, de 1849, e a Universidade do Trabalho do Uruguai, de 1878. Encontram-se ainda na cidade antigos teatros, como a Casa de Comedias de 1795, o Teatro Solís de 1856, museus como o Museu Histórico Nacional, o Museu Nacional de História Natural e o de Belas-Artes, e bibliotecas, como a Biblioteca Nacional do Uruguai.

### Esportes

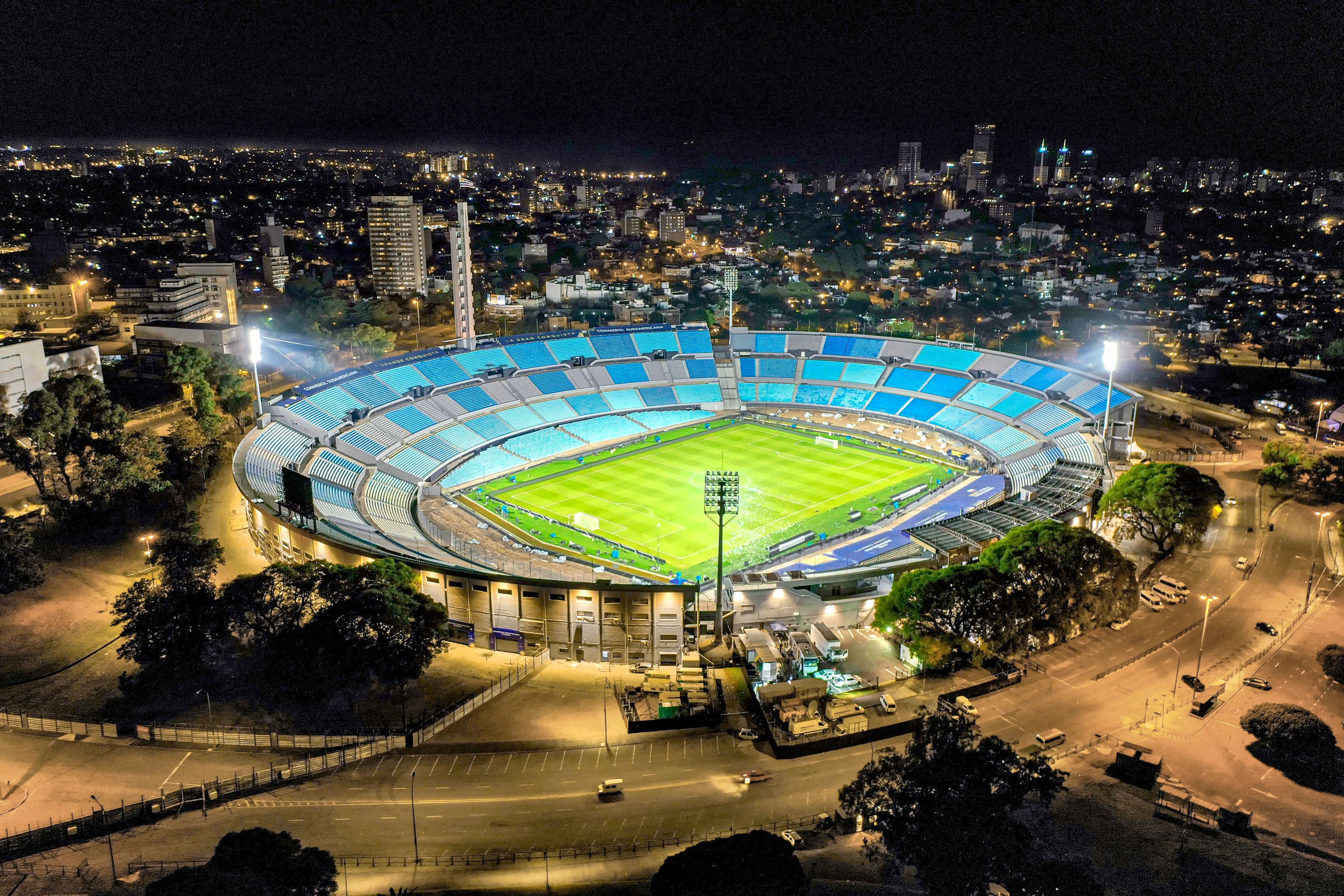
Estádio Centenario.

Sendo o futebol o esporte preferido dos uruguaios, Montevidéu foi sede da primeira Copa do Mundo de Futebol realizada pela FIFA, em 1930.[carece de fontes?]
Sediou a final da Copa Libertadores da América de 2021 entre Palmeiras e Flamengo, na qual o alviverde foi campeão.
Seus clubes de futebol tradicionais são o Peñarol, onde atuaram Ghiggia, Pedro Rocha, Elias Figueroa, e o Nacional, onde atuaram Ancheta, Manga, Hugo de León. Ambos os clubes têm conquistas sul-americanas (Copa Libertadores da América) e mundiais (Mundial Interclubes). Recentemente, o Defensor e o Danubio vêm destacando-se no cenário nacional.[carece de fontes?]
Existem também equipes de críquete e polo, destacadas no âmbito sul-americano. O turfe é tradicional e o Hipódromo de Maroñas, em Flor de Maroñas, é bastante frequentado.[carece de fontes?]